# Kymatocalyx dominicensis
Kymatocalyx dominicensis är en bladmossart som först beskrevs av Richard Spruce, och fick sitt nu gällande namn av Vána. Kymatocalyx dominicensis ingår i släktet Kymatocalyx och familjen Cephaloziellaceae. Inga underarter finns listade i Catalogue of Life.